# Omloop Het Nieuwsblad femení 2025
L' Omloop Het Nieuwsblad femení 2025 fou la 20a edició de l'Omloop Het Nieuwsblad femení, una cursa ciclista d'un dia que es disputà a les Ardenes flamenques l'1 de març de 2025. Formava part del calendari UCI Women's WorldTour 2025, circuit del qual fou la quarta prova; la primera a Europa.
La belga Lotte Claes (Arkéa-B&B Hotels) en fou la guanyadora, després d'imposar-se a l'esprint a la polonesa Aurela Nerlo (Winspace Orange Seal). La neerlandesa Demi Vollering (Team SD Worx-Protime) arribà en tercera posició, a més de 3 minuts del duet capdavanter. Es dona la circumstància que el de l'Omloop Het Nieuwsblad fou el millor resultat fins al moment tant per a Claes —mai no havia guanyat cap prova— com per a Nerlo. Totes dues havien format part de l'escapada inicial, que va arribar a tenir quasi 15 minuts de marge sobre el pilot.

## Equips
Vint-i-quatre equips hi prengueren part: els quinze WorldTeam, sis ProTeam i tres de Continentals.
| UCI Women's WorldTeams (15)- Team SD Worx-Protime - Canyon//SRAM zondacrypto - FDJ-Suez - AG Insurance-Soudal Team - Ceratizit Pro Cycling Team - Fenix-Deceuninck - Human Powered Health - Lidl-Trek - Liv AlUla Jayco - Movistar Team - Team Picnic PostNL - Roland - Team Visma \| Lease a Bike - UAE Team ADQ - Uno-X Mobility UCI Women's ProTeams (6)- EF Education-Oatly - VolkerWessels Women's Pro Cycling Team - Arkéa-B&B Hotels Women - Cofidis Women Team - St Michel-Preference Home-Auber93 - Winspace Orange Seal UCI Women's continental teams (3)- Bepink-Imatra-Bongioanni - DD Group Pro Cycling - 2025 Lotto L |
| |

## Classificació
| \| Classificació general \| Classificació general \| Classificació general \| Classificació general \| Classificació general \| \| Ciclista \| Ciclista \| Equip \| Temps \| \| \| --------------------- \| --------------------- \| ------------------------ \| --------------------- \| --------------------- \| \| 1r \| Lotte Claes[1] \| Arkéa-B&B Hotels Women \| 3h 39' 43" \| \| \| 2n \| Aurela Nerlo \| Winspace Orange Seal \| + 0" \| \| \| 3r \| Demi Vollering \| FDJ-Suez \| + 3' 25" \| \| \| 4t \| Puck Pieterse \| Fenix-Deceuninck \| + 3' 25" \| \| \| 5è \| Lorena Wiebes \| SD Worx-Protime \| + 3' 35" \| \| \| 6è \| Eleonora Gasparrini \| UAE Team ADQ \| + 3' 35" \| \| \| 7è \| Pfeiffer Georgi \| Team Picnic PostNL \| + 3' 35" \| \| \| 8è \| Clara Copponi \| Lidl-Trek \| + 3' 35" \| \| \| 9è \| Ilse Pluimers \| AG Insurance-Soudal Team \| + 3' 35" \| \| \| 10è \| Margot Vanpachtenbeke \| VolkerWessels \| + 3' 35" \| \| |                       |                          |            |
| |                       |                          |            |
| Font: ProCyclingStats |                       |                          |            |
| Classificació general |                       |                          |            |
| Ciclista | Ciclista              | Equip                    | Temps      |
| 1r | Lotte Claes           | Arkéa-B&B Hotels Women   | 3h 39' 43" |
| 2n | Aurela Nerlo          | Winspace Orange Seal     | + 0"       |
| 3r | Demi Vollering        | FDJ-Suez                 | + 3' 25"   |
| 4t | Puck Pieterse         | Fenix-Deceuninck         | + 3' 25"   |
| 5è | Lorena Wiebes         | SD Worx-Protime          | + 3' 35"   |
| 6è | Eleonora Gasparrini   | UAE Team ADQ             | + 3' 35"   |
| 7è | Pfeiffer Georgi       | Team Picnic PostNL       | + 3' 35"   |
| 8è | Clara Copponi         | Lidl-Trek                | + 3' 35"   |
| 9è | Ilse Pluimers         | AG Insurance-Soudal Team | + 3' 35"   |
| 10è | Margot Vanpachtenbeke | VolkerWessels            | + 3' 35"   |